# Ровередо-ди-Гуа
Ровередо-ди-Гуа (итал. Roveredo di Guà) — коммуна в Италии, располагается в провинции Верона области Венеция.
Население составляет 1542 человека (2008 г.), плотность населения составляет 152 чел./км². Занимает площадь 10 км². Почтовый индекс — 37040. Телефонный код — 0442.
Покровителем коммуны почитается святой апостол Пётр, празднование 29 июня.

## Демография
Динамика населения:

## Администрация коммуны
- Официальный сайт: https://web.archive.org/web/20060821123234/http://www.comuneroveredo.vr.it/